# Prayer (Robin-Schulz-Album)
Prayer (englisch für ‚Gebet‘) ist das Debütalbum des deutschen DJs Robin Schulz.

## Entstehung und Artwork
Bei Prayer handelt es sich größtenteils um ein Remixalbum mit einigen neuen Stücken von Robin Schulz. Dadurch wurden die meisten Stücke von externen Komponisten und Textern bzw. den Originalinterpreten geschrieben; wobei Schulz drei Mal als Autor auftaucht und damit an den meisten Stücken in dieser Funktion mitwirkte. Abgemischt und größtenteils produziert wurden die Lieder von Schulz. Das Album wurde unter den Musiklabels Tonspiel und Warner Music Group veröffentlicht. Auf dem Cover des Albums ist – neben Künstlernamen und Liedtitel – ein schwarz-weiß Porträt von Schulz, vor einem roten Hintergrund, zu sehen.

## Veröffentlichung und Promotion
Die Erstveröffentlichung von Prayer erfolgte als digitale Veröffentlichung am 16. September 2014. Die Veröffentlichung eines physischen Tonträgers folgte europaweit am 19. September 2014. Das Album besteht aus 20 neuen Remix- und Studioaufnahmen. Neben der regulären Albumveröffentlichung folgte zeitgleich auch die Veröffentlichung einer „Extended Version“. Diese beinhaltet eine zusätzliche Studioaufnahme sowie vier Liveaufnahmen und ein Livevideomitschnitt vom iTunes Festival in London 2014. Auf der Vinyl-Veröffentlichung zu Extended Prayer sind alle Titel in erweiterten Fassungen beziehungsweise den sogenannten Extended Versionen vertreten. Die CD-Veröffentlichungen hingegen weisen nur die verkürzten Radioversionen auf. Als Vorbestellerbonus war im iTunes Store das Stück Prayer erhältlich.
Um das Album zu bewerben folgte, neben dem Auftritt beim iTunes Festival 2014, ein Liveauftritt in der ultimativen Chartshow. In der Ausgabe der „Jahrescharts 2014“ trat er zusammen mit Jasmine Thompson und ihrem gemeinsamen Hit Sun Goes Down auf.

## Inhalt
Die Liedtexte des Albums sind in deutscher und englischer Sprache verfasst. Musikalisch bewegen sich die Lieder in einem breiten Spektrum von Akustik, Dance-Pop, Folk-Pop, R&B usw., jeweils kombiniert mit elektronischen Einflüssen. Eingespielt und gesungen wurden die Remixversionen von den Originalinterpreten.
| #  | Titel                                                                            | Autor(en)                                                   | Interpret(en)                             | Länge   |
| -- | -------------------------------------------------------------------------------- | ----------------------------------------------------------- | ----------------------------------------- | ------- |
| 1  | Prayer in C (Robin Schulz Radio Edit)                                            | Benjamin Cotto, Nili Hadida                                 | Lilly Wood & the Prick feat. Robin Schulz | 3:12    |
| 2  | Willst du (Radio Mix)                                                            | Lukas Strobel                                               | Robin Schulz & Alligatoah                 | 3:12    |
| 3  | Sun Goes Down (Radio Mix)                                                        | Tom Havelock, Robin Schulz                                  | Robin Schulz feat. Jasmine Thompson       | 3:00    |
| 4  | No Rest for the Wicked (Robin Schulz Edit)                                       | Lykke Li, Björn Yttling                                     | Lykke Li                                  | 3:21    |
| 5  | Rather Be (Robin Schulz Edit)                                                    | Grace Chatto, Nicole Marshall, James Napier, Jack Patterson | Clean Bandit feat. Jess Glynne            | 3:12    |
| 6  | We Don’t Have to Take Our Clothes Off (Radio Mix)                                | Preston Glass, Narada Michael Walden                        | Lexer & Nico Pusch                        | 3:21    |
| 7  | House on Fire (Radio Mix)                                                        | Iman H. Mehdi                                               | Robin Schulz & Me and My Monkey           | 3:20    |
| 8  | Taking Me Home (Radio Mix)                                                       | HeyHey                                                      | HeyHey                                    | 3:02    |
| 9  | Never Know Me (Radio Mix)                                                        | Daniel Bruns, Robin Schulz                                  | Robin Schulz & Dansir                     | 3:18    |
| 10 | Snowflakes (Radio Edit)                                                          | Ryan Lawhon                                                 | Pingpong & Robin Schulz                   | 3:25    |
| 11 | Waves (Robin Schulz Radio Edit)                                                  | Dennis Princewell Stehr                                     | Mr. Probz                                 | 3:25    |
| 12 | Warm Minds (Radio Mix)                                                           | Robin Schulz                                                | Robin Schulz                              | 3:24    |
| 13 | Wrong (Radio Mix)                                                                | Robin Schulz                                                | Robin Schulz                              | 3:26    |
| 14 | Summer Nights (Radio Mix)                                                        | Chroph, David Lageder, Scheinizzl                           | Scheinizzl & Chroph feat. David Lageder   | 3:47    |
| 15 | Spree Ahoi (Radio Edit)                                                          | Steven Coulter, Thomas Lizzara                              | Thomas Lizzara feat. Steven Coulter       | 4:00    |
| 16 | Hier mit dir (Robin Schulz Radio Mix)                                            | Marius Förster, Tom Ulrichs                                 | Tom Thaler & Basil & Robin Schulz         | 3:17    |
| 17 | Changes (Robin Schulz Remix – Radio Edit)                                        | Sam Littlemore, Nick Littlemore, Peter Mayes                | Faul & Wad Ad vs. Pnau                    | 3:24    |
| 18 | A Sky Full of Stars (Robin Schulz Edit)                                          | Guy Berryman, Jonny Buckland, Will Champion, Chris Martin   | Coldplay                                  | 3:15    |
| 19 | Whatever (Radio Mix)                                                             | Dr. Arne Bense, Thomas Kunde                                | Stil & Bense                              | 3:19    |
| 20 | In the Morning Light (Radio Mix)                                                 | Alex Schulz                                                 | Alex Schulz                               | 3:16    |
|    | iTunes Bonus-Track (Vorbestellerbonus)                                           |                                                             |                                           |         |
| 21 | Prayer (Continuous DJ Mix)                                                       |                                                             |                                           | 1:17:55 |
|    | Extended Prayer                                                                  |                                                             |                                           |         |
| 21 | Sunset                                                                           | Robin Schulz                                                | Robin Schulz                              | 5:53    |
| 22 | A Sky Full of Stars (Robin Schulz Remix) (Live – iTunes Festival London 2014)    | Guy Berryman, Jonny Buckland, Will Champion, Chris Martin   | Coldplay                                  | 4:47    |
| 23 | Sun Goes Down (Live – iTunes Festival London 2014)                               | Tom Havelock, Robin Schulz                                  | Robin Schulz feat. Jasmine Thompson       | 5:02    |
| 24 | No Rest for the Wicked (Robin Schulz Remix) (Live – iTunes Festival London 2014) | Lykke Li, Björn Yttling                                     | Lykke Li                                  | 5:13    |
| 25 | Prayer in C (Robin Schulz Remix) (Live – iTunes Festival London 2014)            | Benjamin Cotto, Nili Hadida                                 | Lilly Wood & the Prick feat. Robin Schulz | 5:30    |
| 26 | Prayer in C (Robin Schulz Remix) (Live – iTunes Festival London 2014 Video)      | Benjamin Cotto, Nili Hadida                                 | Lilly Wood & the Prick feat. Robin Schulz | 5:31    |

## Singleauskopplungen
Knapp ein Jahr vor der Veröffentlichung des Albums wurde am 22. November 2013 vorab die Single Waves (Robin Schulz Remix) ausgekoppelt. Ein halbes Jahr später am 31. Mai 2014 folgte die zweite Singleveröffentlichung Prayer in C (Robin Schulz Remix). Ebenfalls vorab erschien am 5. September 2014 die dritte Single Willst du. Zeitgleich mit dem Album folgte die vierte und vorerst letzte Singleveröffentlichung Sun Goes Down.
Alle Singles konnten sich in Deutschland, Österreich und der Schweiz platzieren. Im Vereinigten Königreich platzierten sich drei und in den Vereinigten Staaten zwei Singles in den Charts. In Deutschland, Österreich, der Schweiz und dem Vereinigten Königreich schafften es jeweils zwei Singles in folge auf Position eins der Singlecharts. In den D-A-CH-Staaten platzierten sich drei Singles in den Top 10. Des Weiteren platzierten sich Stücke des Albums weltweit auf Position eins der Charts.
Singles in den Charts

| Jahr | Titel                            | Höchstplatzierung, Gesamtwochen, AuszeichnungChartplatzierungen (Jahr, Titel, , Platzierungen, Wochen, Auszeichnungen, Anmerkungen) | Höchstplatzierung, Gesamtwochen, AuszeichnungChartplatzierungen (Jahr, Titel, , Platzierungen, Wochen, Auszeichnungen, Anmerkungen) | Höchstplatzierung, Gesamtwochen, AuszeichnungChartplatzierungen (Jahr, Titel, , Platzierungen, Wochen, Auszeichnungen, Anmerkungen) | Höchstplatzierung, Gesamtwochen, AuszeichnungChartplatzierungen (Jahr, Titel, , Platzierungen, Wochen, Auszeichnungen, Anmerkungen) | Höchstplatzierung, Gesamtwochen, AuszeichnungChartplatzierungen (Jahr, Titel, , Platzierungen, Wochen, Auszeichnungen, Anmerkungen) | Höchstplatzierung, Gesamtwochen, AuszeichnungChartplatzierungen (Jahr, Titel, , Platzierungen, Wochen, Auszeichnungen, Anmerkungen) | Anmerkungen                                                                          |
| Jahr | Titel                            | DE | AT | CH | UK | US | Dance | Anmerkungen                                                                          |
| ---- | -------------------------------- | --- | --- | --- | --- | --- | --- | ------------------------------------------------------------------------------------ |
| 2014 | Waves (Robin Schulz Remix)       | DE1 ×5Fünffachgold · (59 Wo.)DE | AT1 Gold · (33 Wo.)AT | CH1 Platin · (53 Wo.)CH | UK1 ×3Dreifachplatin · (70 Wo.)UK                                                                                                   | US14 ×2Doppelplatin · (25 Wo.)US | Dance1 (52 Wo.)Dance | Erstveröffentlichung: 17. Januar 2014 Verkäufe: + 12.000.000; mit Mr. Probz          |
| 2014 | Prayer in C (Robin Schulz Remix) | DE1 Diamant · (59 Wo.)DE | AT1 Platin · (38 Wo.)AT | CH1 ×3Dreifachplatin · (68 Wo.)CH                                                                                                   | UK1 ×2Doppelplatin · (48 Wo.)UK | US23 Platin · (20 Wo.)US | Dance1 (45 Wo.)Dance | Erstveröffentlichung: 6. Juni 2014 Verkäufe: + 4.432.500; mit Lilly Wood & the Prick |
| 2014 | Willst du                        | DE35 (10 Wo.)DE | AT42 (4 Wo.)AT | CH47 (4 Wo.)CH | — | — | — | Erstveröffentlichung: 5. September 2014 mit Alligatoah                               |
| 2014 | Sun Goes Down                    | DE2 ×3Dreifachgold · (50 Wo.)DE | AT3 Gold · (29 Wo.)AT | CH3 Platin · (35 Wo.)CH | UK94 (1 Wo.)UK | — | Dance21 (20 Wo.)Dance | Erstveröffentlichung: 15. September 2014 Verkäufe: + 840.000; feat. Jasmine Thompson |

## Mitwirkende
Albumproduktion
- Dr. Arne Bense: Autor
- Guy Berryman: Autor
- Daniel Bruns: Autor
- Jonny Buckland: Autor
- Will Champion: Autor
- Grace Chatto: Autor
- Chroph: Autor
- Benjamin Cotto: Autor
- Steven Coulter: Autor
- Marius Förster: Autor
- Preston Glass: Autor
- Nili Hadida: Autor
- Tom Havelock: Autor
- HeyHey: Autor
- Thomas Kunde: Autor
- Ryan Lawhon: Autor
- David Lageder: Autor
- Lykke Li: Autor
- Nick Littlemore: Autor
- Sam Littlemore: Autor
- Thomas Lizzara: Autor
- Nicole Marshall: Autor
- Chris Martin: Autor
- Peter Mayes: Autor
- Iman H. Mehdi: Autor
- James Napier: Autor
- Jack Patterson: Autor
- Scheinizzl: Autor
- Alex Schulz: Autor
- Robin Schulz: Autor, Abmischung, DJ, Musikproduzent
- Dennis Princewell Stehr: Autor
- Lukas Strobel: Autor
- Tom Ulrichs: Autor
- Narada Michael Walden: Autor
- Björn Yttling: Autor

Unternehmen
- Tonspiel: Musiklabel
- Warner Music Group: Musiklabel

Die Mitwirkenden der Originalkompositionen (Gesang, Instrumente und Produktion) werden hier nicht ausgeführt.

## Rezeption

### Rezensionen
„Fluffig harmonisch, angenehm poppig kommen die Erzeugnisse des Osnabrücker Jungen. Drogen nehmen, Rosen regnen, das würde vielen so in den Kram passen: Sch(n)ulz vertont die Bude ziemlich cheesy für die sonnentanzende Generation Swag. (…) Schöne Geigenhooks und lockere Percussion auf Schulzens Edit von Clean Bandits Rather Be lassen die Verwirrung darüber schnell wieder im White Noise verschwinden. (…) Lexer und Nico Pusch postulieren: We Don’t Have to Take Our Clothes Off. Dieser Gastbeitrag dürfte zumindest was die Aussage betrifft das ein oder andere Groupie schwermütig stimmen, musikalisch zieht einem der Track jedoch wenigstens die Schuhe aus. (…) Deephouse ist Robins Hauptwohnsitz, Wrong kann man dafür als Paradebeispiel nennen. Vielleicht ein wenig zu viel Kinderklavier, aber mit entspannter Grundstimmung und ohne Effekthascherei, ein schönes Lied. (…) Robin Schulz hat sich seinen guten Ruf sicherlich verdient. Einzig der sehr starke Popeinschlag und die damit einhergehende größtmögliche Massenkompatibilität in seinen Tracks dürften dem ein oder anderen Bauchschmerzen bereiten.“

### Auszeichnungen
Während der Echoverleihung 2015 wurde Schulz für den großen Erfolg des Albums im vergangenen Jahr mit einem ECHO Pop in der Kategorie Dance (national) ausgezeichnet.

## Kommerzieller Erfolg

### Chartplatzierungen
Prayer erreichte in Deutschland Position sieben der Albumcharts und konnte sich insgesamt eine Woche in den Top 10 und 47 Wochen in den Charts halten. In Österreich erreichte das Album Position zehn und konnte sich insgesamt eine Woche in den Top 10 und zwölf Wochen in den Charts halten. In der Schweiz erreichte das Album Position vier und konnte sich insgesamt drei Wochen in den Top 10 und 51 Wochen in den Charts halten. Im Vereinigten Königreich erreichte das Album in zwei Chartwochen Position 86 und in den Vereinigten Staaten in 19 Chartwochen Position 42 der Charts. Für Schulz ist es weltweit der erste Charterfolg in den Albumcharts. 2014 platzierte sich Prayer in den Album-Jahrescharts auf Position 82 in Deutschland und auf Position 70 in der Schweiz. 2015 platzierte sich Prayer in den Schweizer Album-Jahrescharts auf Position 51.
| ChartsChartplatzierungen       | Höchstplatzierung | Wochen |
| ------------------------------ | ----------------- | ------ |
| Deutschland (GfK)              | 7 (47 Wo.)        | 47     |
| Österreich (Ö3)                | 10 (12 Wo.)       | 12     |
| Schweiz (IFPI)                 | 4 (51 Wo.)        | 51     |
| Vereinigte Staaten (Billboard) | 42 (19 Wo.)       | 19     |
| Vereinigtes Königreich (OCC)   | 86 (2 Wo.)        | 2      |

| ChartsJahrescharts (2014) | Platzierung |
| ------------------------- | ----------- |
| Deutschland (GfK)         | 82          |
| Schweiz (IFPI)            | 70          |

| ChartsJahrescharts (2015) | Platzierung |
| ------------------------- | ----------- |
| Schweiz (IFPI)            | 51          |

### Auszeichnungen für Musikverkäufe
Im Juli 2016 wurde Prayer in Deutschland mit einer Platin-Schallplatte für über 200.000 verkaufte Exemplare ausgezeichnet. Es folgten weitere Auszeichnungen in Dänemark, Finnland, Kanada, Norwegen, der Schweiz und dem Vereinigten Königreich. Insgesamt wurde das Album weltweit mit vier Mal Gold und fünf Mal Platin für über 650.000 verkaufte Einheiten ausgezeichnet.
| Land/Region                  | Auszeichnungen für Musikverkäufe (Land/Region, Auszeichnung, Verkäufe) | Verkäufe |
| ---------------------------- | ---------------------------------------------------------------------- | -------- |
| Dänemark (IFPI)              | Gold                                                                   | 10.000   |
| Deutschland (BVMI)           | Platin                                                                 | 200.000  |
| Finnland (IFPI)              | Gold                                                                   | 10.000   |
| Kanada (MC)                  | Platin                                                                 | 80.000   |
| Neuseeland (RMNZ)            | 2× Platin                                                              | 30.000   |
| Norwegen (IFPI)              | Gold                                                                   | 15.000   |
| Schweiz (IFPI)               | Gold                                                                   | 10.000   |
| Vereinigtes Königreich (BPI) | Platin                                                                 | 300.000  |
| Insgesamt                    | 4× Gold · 5× Platin ·                                                  | 655.000  |